# Guo Si
Guo Si (146-197) sert le général Dong Zhuo depuis ses débuts lors de la repression de la rébellion de la Province de Liang.

## Biographie
Il accompagna Dong Zhuo et sa grande armée lorsque celui-ci fut appelé à la capitale. En l’an 190, sous les ordres de Dong Zhuo et avec Li Jue, il assassina le Grand Tuteur Yuan Wei, puis à la tête d’une force de 50 000 hommes, allèrent ensemble défendre la Passe de la Rivière Si. Lors des troubles de la campagne contre Dong Zhuo, les deux généraux ont été assignés à l’évacuation chaotique des nombreux habitants de Luoyang vers Chang'an et dans leur fuite, Guo Si affronta les armées de Cao Cao dirigées par Cao Ren. Par après, en tant que commandant sous la direction de Niu Fu, il attaqua Zhu Jun à Zhongmou. Avec Li Jue et Zhang Ji, ils battirent ce dernier et ravagèrent également les comtés de Chenliu et Yongchuan.
À la suite de la mort de Dong Zhuo, lui et Li Jue sous prétexte de se faire les vengeurs du défunt (la vraie raison étant que Wang Yun, qui était à l'origine de la mort de Dong Zhuo, avait refusé l'amnistie qu'ils lui avaient proposé) et sur les conseils de Jia Xu, lancèrent une attaque sur Chang'an dans laquelle ils vainquirent le puissant Lü Bu (qui était la main meurtrière de Dong Zhuo) et prirent conjointement le contrôle de la Cour impériale des Han. Tuant Wang Yun et de nombreux autres, ils contrôlèrent l'Empereur Xian et se partagèrent le pouvoir, en manipulant ce dernier. Leur conduite fut d’ailleurs abominable et une ambiance de peur et d’intimidation régna au sein du gouvernement.
En l’an 194, Guo Si fut envoyé par Li Jue repousser une attaque de Ma Teng avec l’aide de Fan Chou, ce qu’il réussit avec succès. Il devint peu après Général de l’Arrière et Seigneur de Meiyang puis repoussa aussi une invasion des Qiang. Toutefois, le partage du pouvoir finit par semer la bisbille entre les deux protagonistes alors que Guo Si suspecta Li Jue de vouloir l’empoisonner. Bien que la véritable responsable était nulle autre que la femme de Guo Si, les deux hommes commencèrent à se livrer une lutte dans laquelle Li Jue enleva l’Empereur et Guo Si kidnappa un grand nombre de hauts ministres de la Cour impériale.
Après plusieurs mois d’affrontements, faisant des milliers de morts, les deux camps se réconcilièrent et Guo Si devint Général des Chars et de la Cavalerie. L’Empereur fut secouru quelque temps après et retourna vers l’est. Guo Si et Li Jue tentèrent à nouveau de s’emparer de l’Empereur, mais ils furent vaincus par Yang Feng et les rebelles de la Vague Blanche, mettant ainsi fin à leur aspirations. En l’an 197, Guo Si fut assassiné par Wu Xi, l’un de ses partisans, après que lui-même mit Li Jue en fuite.